# Arcidiocesi di Malabo
L'arcidiocesi di Malabo (in latino: Archidioecesis Malaboënsis) è una sede metropolitana della Chiesa cattolica in Guinea Equatoriale. Nel 2021 contava 275.818 battezzati su 339.702 abitanti. È retta dall'arcivescovo Juan Nsue Edjang Mayé.

## Territorio
L'arcidiocesi si trova nella parte insulare della Guinea Equatoriale e comprende le isole di Annobón e Bioko.
Sede arcivescovile è la città di Malabo, capitale della Guinea Equatoriale, dove si trova la cattedrale di Sant'Elisabetta (Santa Isabel).
Il territorio è suddiviso in 26 parrocchie.

## Storia
La prefettura apostolica di Annobon, Corisco e Fernando Poo fu eretta il 10 ottobre 1855, ricavandone il territorio dal vicariato apostolico delle Due Guinee e del Senegambia (oggi arcidiocesi di Libreville).
Il 12 maggio 1904, in forza del breve Ecclesiae universae di papa Pio X, la prefettura apostolica fu elevata al rango di vicariato apostolico con il nome di vicariato apostolico di Fernando Poo.
Il 9 luglio 1965 cedette una porzione del suo territorio a vantaggio dell'erezione del vicariato apostolico di Rio Muni (oggi diocesi di Bata).
Il 3 maggio 1966 il vicariato apostolico fu elevato a diocesi di Santa Isabel con la bolla Nonnulla incrementa di papa Paolo VI, il cui nome divenne diocesi di Malabo il 14 aprile 1974 per effetto del decreto Ad satius della Congregazione per l'evangelizzazione dei popoli.
Il 15 ottobre 1982 è stata infine elevata al rango di arcidiocesi metropolitana con la bolla Qui in beati Petri di papa Giovanni Paolo II.
Il 26 maggio 1986, con la lettera apostolica Continenter magna, lo stesso papa Giovanni Paolo II ha confermato la Beata Maria Vergine, nota con il titolo di Virgen Bisila, patrona principale dell'arcidiocesi.

## Cronotassi dei vescovi
Si omettono i periodi di sede vacante non superiori ai 2 anni o non storicamente accertati.
- Armengol Coll y Armengol, C.M.F. † (10 maggio 1904 - 21 aprile 1918 deceduto)
- Nicolás González Pérez, C.M.F. † (24 agosto 1918 - 23 marzo 1935 deceduto)
- Leoncio Fernández Galilea, C.M.F. † (18 giugno 1935 - 15 febbraio 1957 deceduto)
- Francisco Gómez Marijuán, C.M.F. † (14 novembre 1957 - 9 maggio 1974 dimesso)
- Vicente Bernikon † (9 maggio 1974 - 14 settembre 1976 deceduto)
  - Sede vacante (1976-1982)[2]
- Rafael María Nze Abuy, C.M.F. † (15 ottobre 1982[3] - 7 luglio 1991 deceduto)
- Ildefonso Obama Obono (9 luglio 1991 - 11 febbraio 2015 ritirato)
- Juan Nsue Edjang Mayé, dall'11 febbraio 2015

## Statistiche
L'arcidiocesi nel 2021 su una popolazione di 339.702 persone contava 275.818 battezzati, corrispondenti all'81,2% del totale.
| anno | popolazione | popolazione | popolazione | presbiteri | presbiteri | presbiteri | presbiteri                | diaconi | religiosi | religiosi | parrocchie |
| anno | battezzati  | totale      | %           | numero     | secolari   | regolari   | battezzati per presbitero | diaconi | uomini    | donne     | parrocchie |
| ---- | ----------- | ----------- | ----------- | ---------- | ---------- | ---------- | ------------------------- | ------- | --------- | --------- | ---------- |
| 1970 | 58.512      | 70.500      | 83,0        | 23         |            | 23         | 2.544                     |         | 31        | 34        | 71         |
| 1980 | 68.000      | 72.000      | 94,4        | 6          | 4          | 2          | 11.333                    |         | 2         | 20        | 21         |
| 1990 | 77.800      | 89.000      | 87,4        | 24         | 7          | 17         | 3.241                     |         | 31        | 75        | 26         |
| 1999 | 77.852      | 90.526      | 86,0        | 21         | 5          | 16         | 3.707                     |         | 20        | 58        | 30         |
| 2000 | 77.852      | 90.000      | 86,5        | 22         | 6          | 16         | 3.538                     |         | 27        | 58        | 30         |
| 2001 | 77.852      | 90.000      | 86,5        | 19         | 8          | 11         | 4.097                     |         | 20        | 58        | 30         |
| 2002 | 77.852      | 90.000      | 86,5        | 21         | 10         | 11         | 3.707                     |         | 20        | 58        | 30         |
| 2003 | 238.923     | 265.470     | 90,0        | 23         | 11         | 12         | 10.387                    |         | 21        | 58        | 31         |
| 2004 | 238.923     | 265.470     | 90,0        | 22         | 10         | 12         | 10.860                    |         | 14        | 58        | 32         |
| 2007 | 256.000     | 284.000     | 90,1        | 23         | 10         | 13         | 11.130                    |         | 24        | 75        | 32         |
| 2013 | 283.000     | 312.000     | 90,7        | 37         | 12         | 25         | 7.648                     |         | 34        | 72        | 33         |
| 2016 | 304.000     | 336.000     | 90,5        | 36         | 14         | 22         | 8.444                     |         | 33        | 70        | 33         |
| 2019 | 332.500     | 362.000     | 91,9        | 47         | 21         | 26         | 7.074                     |         | 36        | 46        | 26         |
| 2021 | 275.818     | 339.702     | 81,2        | 50         | 24         | 26         | 5.516                     |         | 33        | 40        | 26         |